# Ferdynand Pawłowski
Ferdynand Pawłowski (ur. 21 grudnia 1894 w Żbikowicach, zm. 23 sierpnia 1987 w Krakowie) – żołnierz Legionów Polskich i kapitan lekarz Wojska Polskiego. Uczestnik I wojny światowej i wojny polsko-bolszewickiej. Kawaler Orderu Virtuti Militari.

## Życiorys
Urodził się w rodzinie Marcina i Reginy z d. Głąbek. Absolwent gimnazjum w Nowym Sączu i student medycyny Uniwersytetu Jagiellońskiego. Członek różnych organizacji niepodległościowych. Od 1 sierpnia 1914 ochotnik w Legionach Polskich, w składzie patrolu sanitarnego 1 batalionu, 1 i 3 kompanii 1 pułku piechoty Legionów Polskich. 1 listopada 1916 został mianowany chorążym sanitarnym.
„W ratowaniu rannych na polu walki wyróżniał się na całym szlaku I B. Leg. Pol. Pod Kostiuchnówką został ranny w lewe ramię, pozostawał jednak w szeregach”. Za tę postawę został odznaczony Orderem Virtuti Militari.
Podczas wojny polsko-bolszewickiej początkowo w składzie 1 pułku strzelców podhalańskich, a następnie 3 pułku strzelców podhalańskich.
Zwolniony z wojska 20 grudnia 1920, dokończył następnie przerwane wcześniej studia medyczne. Od 1923 pracował w Krakowie, następnie w Czarnym Dunajcu, gdzie pełnił też funkcję wójta. Od 1936 lekarz w Krynicy. 8 stycznia 1924 został zatwierdzony w stopniu kapitana ze starszeństwem z 1 czerwca 1919 i 8. lokatą w korpusie oficerów rezerwowych sanitarnych, podlekarzy. Był wówczas przydzielony w rezerwie do 5 Batalionu Sanitarnego w Krakowie. Po ukończeniu studiów został przesunięty, w tym samym stopniu i starszeństwie, do grupy lekarzy.
Podczas okupacji niemieckiej działał w ZWZ i Armii Krajowej w Krakowie. Po zakończeniu wojny pracował nadal jako lekarz w Krakowie gdzie zmarł w 1987. Został pochowany na cmentarzu Rakowickim.

## Życie prywatne
Żonaty od 1942 z Janiną z d. Bartynowska. Mieli dwoje dzieci: Jana (ur. 1944) i Krystynę (ur. 1945)

## Ordery i odznaczenia
- Krzyż Srebrny Orderu Wojskowego Virtuti Militari nr 1599 – 17 maja 1921[1][5][6]
- Krzyż Kawalerski Orderu Odrodzenia Polski[1]
- Krzyż Niepodległości[1]
- Krzyż Walecznych[1]
- Złoty Krzyż Zasługi[1]